# Ruisseau de la Masse
Pour les articles homonymes, voir Masse (homonymie).
Le ruisseau de la Masse est un ruisseau du département du Lot, en France, et un affluent du Vert, sous-affluent du Lot donc sous-affluent de la Garonne.

## Géographie
De 25 km de longueur, le ruisseau de la Masse prend sa source sur la commune de Marminiac et se jette dans le Vert à Castelfranc, en passant par Cazals, Les Junies et le village de La Masse.

## Département et communes traversées
- Lot : Marminiac, Cazals, Montcléra, Lherm, Goujounac, Les Junies, Les Arques, Castelfranc.

## Principaux affluents
- Le Rieutord, 1,8 km
- Ruisseau de Lherm, 4,5 km